# Geschichte der Juden in der Steiermark
Seit 1147 ist jüdisches Dasein auf dem Gebiet der heutigen Steiermark überliefert. Diese Juden spielten vor allem als Händler eine wichtige Rolle für das Wachstum und die Entwicklung der steirischen Städte. Abgesehen von der jüdischen Gemeinde in Graz, welche heutzutage die größte Ansammlung von Juden in der Steiermark ausmacht, gab es noch zahlreiche, wenn auch kleinere, Gemeinden, wie etwa in Judenburg und Bruck an der Mur. Zudem gab es Juden in Fürstenfeld, Hartberg, Murau, Bad Radkersburg, Bad Schwanberg und Voitsberg. Betrachtet man das historische Herzogtum Steiermark, bestanden zudem jüdische Gemeinden in Marburg, Pettau, Cilli, Friedau und Neunkirchen – Orte, die nicht mehr im heutigen Bundesland liegen. Die Juden leisteten einen nicht zu unterschätzenden Beitrag zur kulturellen und wirtschaftlichen Entwicklung in der Steiermark, bis sie 1497 vertrieben wurden und schließlich in der Schoah ein aufblühendes Gemeindeleben zerstört wurde. Heutzutage ist ein sanftes Wiederaufleben der Gemeinde zu sehen.

## Mittelalter, von der Ansiedlung bis zur Vertreibung

### Erste Erwähnungen der Juden
Die erste urkundliche Erwähnung stammt aus dem Jahr 1147, man spricht von einer „villa ad judeos“, ein Judendorf bei Straßengel, im Norden von Graz. Es entstand, als jüdische Kaufleute und Händler sich wegen der günstigen Lage zu Handelsrouten dort niederließen und somit ein Dorf bildeten.

### Gemeinden und ihre Geschichte

#### Anfänge der Gemeinde in Graz
1261 wird die Grazer Judengasse genannt. Die erste Erwähnung eines Juden in Graz stammt aus einer Urkunde des Jahres 1302. Ein Dekan bestätigte die Schuld des Bischofs von Seckau bei einem Grazer Juden, für die der Bischof gebürgt hatte.
Graz blieb meist die bedeutendste jüdische Gemeinde in der Steiermark. So kam es zu einem Zuzug von Juden aus einem Judendorf nach Graz im Jahre 1160. Anschließend entstand südlich des heutigen Hauptplatzes ein jüdisches Wohnviertel. Auch eine Synagoge wurde zwischen den heutigen Häusern Herrengasse 26 (Thonethof) und Frauengasse 3 (Gasthof „Zur schiefen Laterne“) gebaut und stand bis zum 15. Jahrhundert dort, heute liegt die Stadtpfarrkirche auf der ehemaligen Synagoge. Der älteste jüdische Grabstein aus dem Jahr 1304 bezeugt, dass Graz eine funktionierende Gemeinde mit einem eigenen Friedhof besaß. Der Friedhof wurde auch von Juden aus den umliegenden Städten benützt und lag nach jüdischem Brauch außerhalb der Wohngegend und der Stadtmauer, entweder im Gebiet des Jakominiplatzes oder des Joanneumrings.
Im 14. Jahrhundert war das Geldgeschäft für die Juden wie auch für die Grazer eine wichtige Einnahmequelle, denn es wurden Kreditgeschäfte der Grazer Adligen (unter anderem der Familie Stubenberg) mit der Unterstützung und der Hilfe der Juden in Graz und den umliegenden Gegenden durchgeführt. Es wird zum Beispiel von einer Verpfändung der Villacher Maut für 1040 Mark Silber zwischen dem Bischof von Bamberg Wulfing von Stubenberg und Grazer und Judenburger Juden berichtet. Trotzdem blieb das Geschäft auf regionaler Ebene konzentriert, nur wenige schafften es ins überregionale Geschäft zu kommen. Einer von ihnen war der Geschäftsmann Eisak, welcher auch in Wiener Neustadt ein Haus besaß und einen Sohn namens Herschl hatte.

#### Die Gemeinde in Judenburg

Wappen der Stadt Judenburg. Zu sehen ist ein Jude mit einem Judenhut.

Obgleich sie kleiner war, besaß die Judenburger Judengemeinde auch eine Synagoge, unweit der Liechtenstein-/Kirchgasse und einen eigenen Friedhof, der südlich der Stadt nahe dem Schloss Weyer lag. Auch Judenburg wurde wahrscheinlich von jüdischen Kaufleuten gegründet, da sie dort einen Handelsposten gründeten. Der früheste Beleg für Juden in Judenburg ist ein Eintrag aus einem Formularbuch aus dem Jahr 1290. Der erste namentlich bekannte Jude, Süßman, erscheint in einer Urkunde von 1305, indem er die Schulden vom Stift Seckau nichtig machte. Interessanterweise wird in der Urkunde von einem Richter namens „Ortlein Cholb“ berichtet – ob er Stadtrichter oder doch ein Judenrichter (ausgewählte Person aus der Gemeinde, die sich um juristische Angelegenheiten kümmerte) war, ist unbekannt. 1306 treten als Gläubiger von Wulfing von Stubenberg, dem Bischof von Bamberg, ein Jude namens Süßlein (vielleicht derselbe Süßman) und sein Bruder Avigdor auf.
Aus Judenburg kamen bedeutende Geschäftsleute, sie vergaben wichtige Summen von Darlehen und wurde häufig von Adligen aufgesucht. Zu den wichtigsten gehörte Häslein von Friesach, der von 1351 bis 1359 in Judenburg tätig war. Mit seiner wichtigen Geschäftstätigkeit bekam er von der Familie Liechtensteinern ein Privileg für sich und seine Familie, nachdem er in das von den Liechtensteinern im Besitz stehende Murau zog. Er durfte sich niederlassen, seine Religion ausüben und stand unter dem Schutz des Adelsgeschlechts. Doch Häslein kam zurück nach Judenburg und erhielt 1357 ein Sonderprivileg vom steirischen Landeshauptmann. Er durfte sich in jeder beliebigen landesfürstlichen Stadt niederlassen und sonst deckte sich das Privilegium inhaltlich mit dem der Liechtensteiner. Solche Privilegien zeugen von der Wichtigkeit dieser Juden für die Herrscher. Doch seine Lage änderte sich, als Herzog Rudolf IV. 1359 die meisten Schulden nichtig machen ließ und Häslein wirtschaftlich schwächte. Der Herzog tat dies, da das Privileg nicht mehr gültig war, Häslein aber trotzdem ohne Erlaubnis nach Friesach umsiedelte.
Ein weiterer wichtiger Geschäftsmann war, ein gewisser Höschel, der in der ersten Hälfte des 14. Jahrhunderts aktiv war. Er besaß eine Liegenschaft in Wien und hatte einen Sohn, Nachman, der später noch weiter an wirtschaftlicher Wichtigkeit gewann.

#### Die Gemeinde in Murau
Auch Murau besaß während der wirtschaftlichen Blüte eine Gemeinde, vor allem wegen der guten Handelswegen. Die Stadt war sehr erfolgreich mit Vieh- und Salzhandel sowie Schafzucht für Filz. Oft nahmen Adelige bei Juden Kredite auf. Das Judenviertel befand sich wohl in der Südwestecke des Raffaltplatzes, wo heute die Gebäude der Brauerei liegen. Wohl schon 1432 verließen die Juden Murau, mehr als 60 Jahre vor der Vertreibung aller Juden in der Steiermark durch Maximilian I. Ob es eine Synagoge oder gar einen Friedhof gab, ist unbekannt.

#### Die Gemeinde in Hartberg
Seit 1411 gab es in Hartberg nachweislich Juden. Die Gemeinde war groß genug um eine Synagoge zu besitzen, aber relativ zu anderen Gemeinden zu klein für einen Judenrichter oder einen Friedhof. So wenden sich „Josepf der Jud“ und „Pernhart der Pewerl“  in ihrer Angelegenheit an den Judenrichter „Erhart den Trapp“ in Graz und ein unbekannter Hartberger Jude begleitete den Leichnam eines anderen Juden, wahrscheinlich auch aus Hartberg, zum Friedhof nach Graz. Genauigkeiten über die Synagoge sind umstritten, die einzigen Quellen über Details sind Legenden und Geschichten der lokalen Bevölkerung. Diese besagen, dass der „Judentempel“  eine auffällige, turmartige Kapelle besaß. Nach Forschungsarbeiten ließ sich die Lage des Gebäudes ins alte Innenviertel der Stadt zurückverfolgen, es wurde jedoch im Jahre 1871 demoliert. Der Chronist Johannes Simmler liefert eine Beschreibung der Synagoge:
„Auf einer massiven Wölbung, die noch erhalten ist, ruhte der viereckige Oberbau, in den vom rundbogigen Portal eine Stiege mit 14 hohen Steinstufen geradeaus hinaufführte. Der Fußboden bestand aus Steinpflaster. Die Nord- und Ostwand besaßen in Brusthöhe sechs kleine Nischen, an Ausdehnung verschieden und teils viereckig, teils mit gerundetem Abschlusse. Neben der Stiegenmündung befand sich eine große Nische, die Raum für einen Tisch bot. Dieselben Wände hatten viereckige, vergitterte Fenster, gegen Norden zwei, gegen Osten eines und über jedem schwebte ein hölzerner vergoldeter Engel. In acht schweren Rippen stieg das Gewölbe empor bis zum Schlußstein, an dem vier Farben (hochrot, rosa, gelb, blau) und ausgemeißelte fremdartige Formen, welche die einen für hebräische, die andern für griechische Buchstaben hielten, kenntlich waren.“
Wahrscheinlich wurde das Gebäude, nachdem die Juden auszogen, wie es oft üblich war, anderen Funktionen zugeteilt und so vom Aussehen her etwas verändert, während die Merkmale, die zur Identifikation der Synagoge führen, überstehen und so erhalten bleiben. Das Ende der Gemeinde war spätestens das Jahr 1497, das Jahr der Vertreibung.

#### Juden in Voitsberg
Im westlich von Graz gelegenen Voitsberg lebten nachweislich ab 1358 jüdische Familien, deren Zahl in der ersten Hälfte des 15. Jahrhunderts etwa 20 erreichte. Die einzig bekannten Einnahmequellen dieser Familien waren zumeist der Geldhandel mit den Bewohnern und Bauern der umliegenden Region. 1497 waren auch sie vom Vertreibungsbefehl für alle Juden der Steiermark betroffen.

#### Die Gemeinde in Neunkirchen
Obwohl sie im heutigen Niederösterreich liegt, war die Stadt Neunkirchen im Mittelalter ein Teil der Steiermark. Wann genau die ersten jüdischen Familien nach Neunkirchen kamen, ist unbekannt, wahrscheinlich waren es wieder Händler, die sich durch den Fernverkehrsweg über den Semmering in Neunkirchen niederließen. Der erste Nachweis von Juden in Neunkirchen ist im Dienstbuch des Klosters Formbach enthalten. Die Nennung datiert von 1343 und erwähnt vier jüdische Familien, sie hießen Azrahel, Efferlin, Judlin und Merchel.
In der 2. Hälfte des 14. Jahrhunderts wurde dann in Neunkirchen eine Synagoge errichtet. Die Gemeinde schien andauernd von 1380 bis 1482 zu existieren, da während dieser Zeit Überlieferungen von Judenrichter belegt sind. Aus einer Schenkung Maximilian I. an die Hieronymusbruderschaft im Jahre 1504, lassen sich die Synagoge und das Judenviertel lokalisieren. Denn der Landesfürst erlaubte der Bruderschaft, eine Kirche anstelle der Synagoge, zu errichten, dort entstand die Simoni-Kirche.
In diesem Bereich, um der Synagoge, werden auch verschiedene jüdische Gemeindehäuser genannt. Zur genaueren Eingrenzung des Judenviertels wird eine Urkunde aus dem Jahre 1493 verwendet. Demnach befand sich die Judengasse bei der Marktmühle, also die heutigen Mühlgasse. 1481 kam es zu einem Zuzug jüdischer Familien aus Marburg und Radkersburg.
Die Neunkirchner Synagoge war wie eine typische Synagoge des Mittelalters gebaut. Man musste ein paar Stufen hinabsteigen um in das Gotteshaus zu gelangen, welches aus Stein gebaut war. Sie orientierte sich nach Südosten, dies entspricht einer Ausrichtung nach Jerusalem. Sie verfügte wohl eine Bima und einen Toraschrein. Es gab auch eine Mikwe, ein Ritualbad. Wahrscheinlich wurde der in weniger als fünf Metern Entfernung an der Synagoge vorbeifließende Südarm der Schwarza für das Ritualbad verwendet.
1496 mussten die Neunkirchner Juden die Stadt verlassen. Alle Neunkirchner Juden dürften spätestens um 1500 die Stadt verlassen haben, denn im Jahre 1504 beklagt sich Abt Rumpler von Formbach, dass seine Einnahmen, als die Juden noch in Neunkirchen waren, höher waren.

#### Die Gemeinde in Marburg
Die Gemeinde in Marburg in der Untersteiermark (heute Teil von Slowenien), bezeugt durch zahlreiche Persönlichkeiten und Gebäude, zeugt von einer wichtigen jüdischen Gemeinde in der Region. Die erste Erwähnung ist aus dem Jahr 1270, es handelte sich um eine Urkunde, die den Kauf von Weingärten durch Juden bestätigte. 1333 ist ein Judenrichter in Marburg nachzuweisen und es werden 1367 ein Friedhof und 1429 erstmals eine Synagoge erwähnt, welche das religiöse und kulturelle Zentrum der Gemeinde bildete. Sie wurde nach der Vertreibung der Juden im Jahre 1501 in eine Allerheiligenkapelle umgebaut. Der erste bekannte Rabbi Marburgs, Abraham, war bereits Jahre vor seinem Tode (1379) hier tätig, so gab es wahrscheinlich schon davor ein Gotteshaus. Bei der Synagoge handelte sich um ein schlichtes Gebäude und es war auch kurz der Sitz des hohen Rabbinats für Steiermark, Kärnten und Krain. Neben der Synagoge stand das Haus des Rabbiners und eine Talmudschule. An der östlichen Seite befand sich ein Garten mit dem Friedhof und am Brunnen unterhalb der Synagoge, neben der Drau, fanden die rituellen Waschungen statt.
Auch in Marburg verdienten die meisten Juden ihren Lebensunterhalt durch das Geldgeschäft, bei denen Weingärten ein häufig verwendetes Pfand waren. Manche waren auch im Weinhandel tätig. Isserl war ein Geschäftsmann, der bis zu seinem Tod Anfang der zweiten Hälfte des 14. Jahrhunderts in Marburg lebte. Was ihn von den anderen jüdischen Geldverleihern unterschied, waren seine Schuldner und die Summe seiner Darlehen, denn er lieh an eine Reihe wichtiger Adeliger wie zum Beispiel die Schenken von Osterwitz, die Adeligen von Wallsee und Auffenstein und die Grafen von Görz. Als er verstarb, übernahm sein Enkel Musch die Geschäfte und brachte es zu noch wichtigeren Adeligen wie den Grafen von Cilli. Er war von solcher Wichtigkeit für die Adeligen, dass er ein Privileg von Graf Meinhard VII. von Görz erhielt. Wegen dieses Privilegs übersiedelte Musch nach Görz, obwohl sein ganzes Vermögen wegen des unerlaubten Wegreisens konfisziert wurde. Für seine Rückkehr erhielt er ein Versprechen der Herzöge Albrecht III. und Leopold III., dass er sein Vermögen zurückbekäme, falls er sich wieder nach Marburg begäbe.

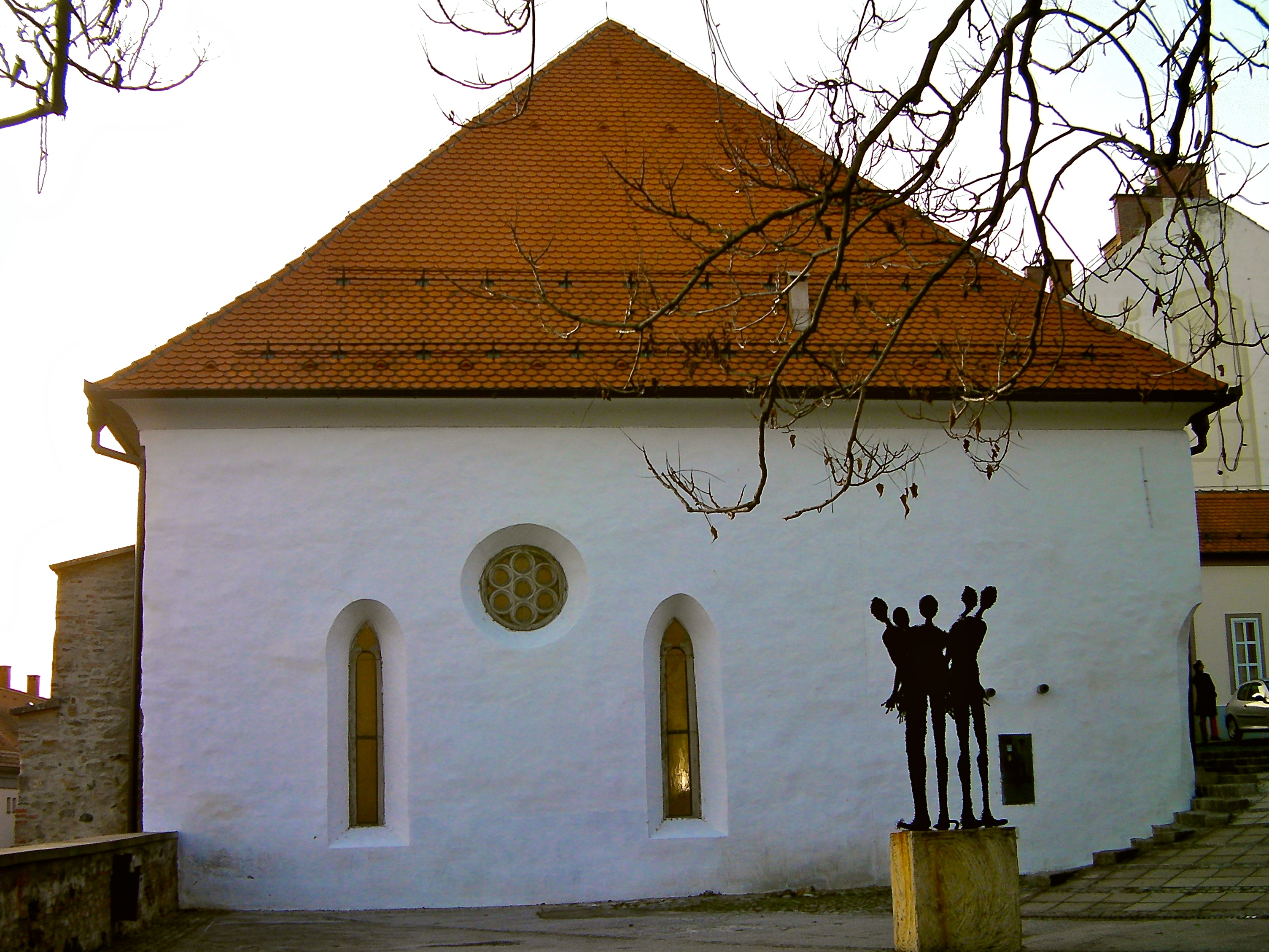
Die ehemalige Synagoge in Marburg

Die relativ große jüdische Gemeinde trug auch dazu bei, dass Marburg sich zu einem Handels- und Finanzzentrum der Region entwickelte, denn es war den jüdischen Kaufleuten zu verdanken, dass die Stadt über wichtige Wirtschafts- und Handelsbeziehungen verfügte. In der Regierungszeit Maximilians I. wurde der Druck auf die Juden immer größer und nach ihrer gesetzlich befohlenen Vertreibung aus Kärnten mussten 1497 auch die jüdischen Familien aus der Steiermark ihre Wohngebiete verlassen, was ein schwerer Schlag für die Wirtschaft Marburgs war.
Heute wird die ehemalige Synagoge von Maribor für kulturelle Zwecke benützt, es werden Veranstaltungen wie Konzerte, Ausstellungen, Literaturabende und Rundtischgespräche abgehalten.

#### Juden in Cilli
Im Jahre 1340, kurz vor der Erhebung der Sannegger in den Grafenstand (von Cilli), ist erstmals ein Jude namens Schäblein oder Scheblein in Cilli nachweisbar. Er hatte zwei Söhne Musch und Chatschim, die Geldverleiher waren. Sie verhalfen den Cilliern zu ihrem Herrschaftsausbau, vor allem durch die Auslösung verfallener Grundstückspfänder der Schuldner von Musch und Chatschim, die meist adelig waren. Nach deren Tod ging die Bedeutung der Juden in Cilli stark zurück, sodass um 1400 Graf Hermann II. alle Juden aus seinem Herrschaftsgebiet vertreiben ließ.

### Anschwellen der Judenfeindlichkeit und Vertreibung
Der Präsenz der Juden wurde durch die Bevölkerung meist als unerwünscht gesehen. Bevor es zu Ausschreitungen gegen Juden oder Ausweisungen kam, wurden Juden meist des Hostienfrevels oder dem Begehen von Ritualmorden beschuldigt. So kam es im Jahre 1312 zu einer angeblichen Hostienschändung durch Fürstenfelder Juden, worauf Juden in der Steiermark und in Kärnten Verfolgungen zum Opfer fielen. Johann von Diessenhofen erwähnt in seiner Chronik neben den Verfolgungen in ganz Österreich auch welche in der Steiermark, die Wiener Annalen erwähnen Ausschreitungen aus dem Jahr 1397. Als Folge der Pogrome kam es in den Städten Graz, Radkersburg und Pettau zu Bränden.
Die Stände der Grazer Stadt brachten Herzog Friedrich V. zur Vertreibung der Grazer Juden im Jahr 1437/38, worauf der Herzog Eigentümer konfiszierte und verkaufte und das jüdische Wohnviertel auflöste. Zudem wurde eine Judensperre auf Graz verlegt, die bis 1447 anhielt. Danach kam es zu einem zweiten Zuzug von Juden und ihr Dasein in Graz bestand, bis alle Juden aus der Steiermark durch Maximilian I. 1497 auf immerwährende Zeit ausgewiesen wurden. Maximilian I. begründete dies so:

„die Jüdischheit dem heiligen Sakrament zu vielen Malen schwere Unehre gezeigt, und dass sie auch junge christliche Kinder gemartert, getötet, vertilgt, ihr Blut genommen und zu ihrem verstockten verderblichen Wesen gebraucht (…) Damit fortan solch Übel nicht mehr geschehe, [haben Wir] unsere Jüdischkeit aus unserem Lande Steyr in ewige Zeit beurlaubt.“

Nichtsdestotrotz waren die wahren Gründe für die Judenfeindschaft nicht religiöse, sondern meist wirtschaftliche. Die Städte waren den Juden feindlich gesinnt, da die Juden den Landesfürsten unterstanden und somit die Steuern nicht an die Stadt, sondern an den Lehnsherren ging und deswegen eine zu beachtende Konkurrenz im Handel waren. Die Landesfürsten nahmen zwar Kredite bei Juden auf, dennoch oder auch genau deswegen verfeindeten sie sich. Die treibende Kraft hinter der Feindlichkeit waren, wie in ganz Österreich, die Landstände. Vor der Austreibung kam es zu mehreren Landtagen. Am 28. August 1495 kam in Graz ein steirischer Landtag zusammen, der sich vornehmlich mit der Judenaustreibung befasste und am 7. September 1495 konnte die erzielte Einigung Austreibung aller Juden aus der Steiermark, aus Wiener Neustadt und Neunkirchen festgelegt und besiegelt werden. Im Hauptvertrag wurde der 6. Jänner 1496 als Termin bestimmt. Es wird angenommen, dass der Landesfürst für die Abwehr der einfallenden Osmanen Geld von den steirischen Ständen brauchte und diese, als eine Art Gegenleistung, die Ausweisung der Juden aus der Steiermark forderten.
Die Stände verpflichteten sich zur Abgeltung des Verlustes der jährlichen Judensteuer und zur endgültigen Begleichung der Forderungen für die Söldner im Krieg, zu Zahlungen in Raten an Maximilian. Doch diese Zahlungen erwiesen sich als sehr schwer einzutreiben. Zudem gingen Mitte Oktober 1496 im Namen Maximilians Ausschreiben an alle Untertanen aus, die bei Juden Schulden oder sonst mit ihnen etwas zu verhandeln hatten, um diese zu regeln. Der König befahl allen Juden, bis zum 6. Jänner 1497 mit ihrem Hab und Gut das Land zu verlassen. Bis dahin sollten die Untertanen ihre Streitpunkte mit den Juden und die Lösung ihrer Pfänder vor die dafür eingesetzte Kommission bringen. Es zeigte sich, dass die Abrechnung und Bezahlung der Judenschulden eine langwierige Angelegenheit werden sollte, die sich keineswegs in wenigen Monaten erledigen ließ. Ein Grund dafür war, dass sich zum angegebenen Zeitpunkt nur Juden meldeten, aber Christen nicht erschienen, so dass neue Termine ausgeschrieben werden mussten.
König Maximilian wurde sich schon im November 1496 klar, dass die Abhandlung der Judenschulden nicht rechtzeitig erledigt werden könne, und gleichzeitig brach in der Steiermark eine Seuche aus, die das Versammeln der Kommission in Graz verhinderte. Die Kommissionen wurden daher angewiesen, ihre Tätigkeit bis zum 24. April, ruhen zu lassen und dann erst ihre Entscheidungen über Anerkennung von vorgelegten Schuldbriefen zu treffen. Maximilian versuchte auch den sicheren Geleit der Juden aus der Steiermark zu erreichen und befahl sogar den Städten Juden nicht während der Wintermonate auszutreiben und sogar zu beherbergen, falls diese keine Obdach hatten.
Es ist also sicher, dass sich der Abzug der Juden über den April 1497 hinaus hinzog, aber es ist nicht festzustellen, wann genau die letzten Juden ihre Wohnsitze im Land verließen. Die Austreibung bedeutete das Ende blühender jüdischer Gemeinden in steirischen Städten und das Ende des mittelalterlichen Judentums in der Steiermark. Ab 1509 waren nur noch die landesfürstlichen Städte Güns, Eisenstadt und Marchegg für Juden erlaubte Aufenthaltsorte.

## Neuzeit

### Weg zur Gleichberechtigung
Die Judensperre in der Steiermark dauerte nach der Vertreibung 1497 bis zur Mitte des 19. Jahrhunderts fort. Auch im letzten Viertel des 18. Jahrhunderts wurden Zugeständnisse im Rahmen der josephinischen Toleranzpatente von den steirischen Landesständen für die Steiermark abgelehnt. Kaiser Joseph II. erreichte mit einer Passpflicht lediglich, dass 1783 eine kurze Aufenthaltsmöglichkeit für In- und Ausländer „christlicher oder anderer Religionen“ geschaffen wurde. Das Hofdekret erlaubte Märkte aufzusuchen und sich für 24 Stunden dort aufzuhalten.
Nach der Revolution des Jahres 1848 erteilte das kaiserliche Patent vom 4. März 1849 eine theoretische Gleichberechtigung und gewährte bürgerliche Rechte für alle Staatsangehörigen unabhängig von ihrer Religion. Jedoch wurden diese Zugeständnisse durch Ausführungsgesetze am 31. Dezember 1851 wieder außer Kraft gesetzt, und 1860 wurde das Verbot des Grundbesitzes für Juden bestätigt. Dennoch kam es zum ersten Zuzug von Juden aus dem südlichen Burgenland, da sie sich offiziell nur „auf der Durchreise“ befanden.
Die Juden, die sich in den nächsten Jahrzehnten in der Steiermark ansiedelten, ließen sich oft in Graz nieder. Deswegen besteht der größte Teil der Geschichte der Juden in der Steiermark aus der Geschichte der Juden in Graz.
1862 stellte der Weinhändler Moritz Fürst einen Antrag auf ständigen Aufenthalt in Graz, der ihm genehmigt wurde, anschließend wurde zumindest wirtschaftlich gut situierten Juden der Aufenthalt gestattet. Im gleichen Jahr hatte Max Schischa um die Erlaubnis gebeten, Gottesdienste zu halten, sowie Gestattung für die Tätigkeit als Schächter angesucht und in seinem Antrag zwölf in der Stadt anwesende jüdische Familien angeführt. Die Beschäftigung als Schächter wurde ihm im Juli genehmigt und später auch die Abhaltung der Gottesdienste gestattet. Langsam etablierte sich eine Gemeinde, denn schon um 1865 erhielten 20 bis 30 jüdische Familien ein dauerhaftes Wohnrecht.
In den folgenden zwei Jahrzehnten machten sich mehr als 1200 Juden, vor allem aus den Siebengemeinden im Burgenland, in Graz ansässig, ein Grund dafür war wohl die rasante Industrialisierung und der dabei entstehende wirtschaftliche Aufschwung der Stadt.
Am 22. September 1863 erfolgte die Errichtung der Israelitischen Korporation. Sie organisierte die gemeindlichen Einrichtungen wie Friedhof oder Beträume. 1865 wurde eine Synagoge mit mehr als zweihundert Sitzplätzen in der Zimmerplatzgasse im „Whithalms Coliseum“ eröffnet. Außerdem wurde im heutigen Bezirk Wetzelsdorf ein Friedhof angelegt, und 1864 wurde eine jüdische Privatschule errichtet.
Das Staatsgrundgesetz von 1867 brachte die Gleichstellung aller Staatsbürger anderer Religionsbekenntnisse und somit auch die staatsrechtliche Gleichstellung der österreichischen Juden. 1869 wurde die Israelitische Kultusgemeinde Graz gegründet.

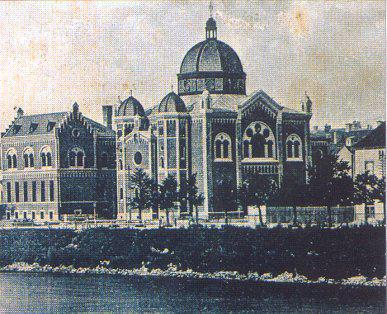
Die Grazer Synagoge um 1900

### Aufblühen des Gemeindelebens
| Jahr | Zahl der Juden |
| ---- | -------------- |
| 1870 | ca. 250        |
| 1880 | ca. 1.210      |
| 1910 | 1.971          |
| 1923 | ca. 2.456      |
| 1934 | ca. 1.720      |
| 1938 | ca. 2.500      |
| 1939 | 300            |
| 1940 | 0              |

Im Jahr 1870 wurde die Liegenschaft Grieskai 58 (auf dem sich auch heute noch der Sitz der jüdischen Gemeinde befindet) zur Errichtung einer Synagoge gekauft. 1890 wurde mit dem Bau der großen Synagoge im neoromanisch-byzantinischen Stil, nach dem Vorbild der Synagoge in Dresden, durch den Entwurf des Architekten Maximilian Katscher, der Bau begonnen. Die Einweihung erfolgte zu Jom Kippur am 14. September 1892. Zu diesem Anlass waren auch Abgesandte der evangelischen Kirche anwesend, während von der katholischen Kirche niemand kam. Die Festpredigt wurde von dem im Jahre 1877 aus Postelberg berufenen ersten Rabbiner Samuel Mühsam (1827–1907) gehalten.
Es erfolgte zur selben Zeit auf dem Grundstück auch die Errichtung eines Amtsgebäudes, in dem auch eine jüdische Schule untergebracht war.
Da die Gemeinde stetig wuchs, wurde der jüdische Friedhof um 1901 erweitert, zudem wurde, nach der Ernennung von David Herzog zum Landesrabbiner um 1907, eine Zeremonienhalle auf dem Friedhof durch den Grazer Stadtbaumeister Alexander Zerkowitz (1860–1927) erbaut. Die Gemeinde erreichte in diesem Jahr ihren bisherigen Höchststand von 1.971 Mitgliedern, was etwa 1,3 Prozent der gesamten Bevölkerung in Graz ausmachte.
Gegen Ende des Ersten Weltkrieges machten sich in Graz antisemitische Stimmungen deutlich, denn während der russischen Offensive von 1915, flohen ungefähr 2.000 jüdische Flüchtlinge aus Galizien und der Bukowina, um in Graz Schutz zu suchen. Sie waren traditioneller, religiöser und nicht, wie die meisten Juden in Graz, assimiliert. Sie sprachen Jiddisch und trugen Kleidung, die sie als Juden erkennbar machten (Pajes, Zizes, Kaftan etc.). Sie wurden wegen ihres Auftretens oft als „Ostjuden“ verunglimpft und zum stereotypischen Juden für Antisemiten gemacht. Die orthodoxen Juden errichteten eine Synagoge aus Holz in der Gabelsberger Straße.

#### Zeit des Nationalsozialismus
Schon vor dem Einmarsch der Wehrmacht in Graz schnellten antisemitische Haltungen und Übergriffe in die Höhe. So wurden am 14. Februar 1938 die Geschäftsauslagen jüdischer Besitzer zerstört. Mit der Machtübernahme der Nazis am 11. März begannen die endlosen Übergriffe gegen die Gemeinde.
Am 13. März 1938 wurden der Vorstand der Gemeinde, Oberrabbiner David Herzog und wohlhabende jüdische Geschäftsleute festgenommen und, bevor sie nach Dachau gebracht wurden, im Gefängnis brutalen Verhören unterzogen. Schließlich wurden die „Nürnberger Gesetze“ auch in der „Ostmark“ offiziell angewandt. Die „Entjudung“ oder „Arisierung“ der Stadt begann in der zweiten Hälfte des Jahres 1938.
Stück für Stück wurden die jüdischen Bewohner aus dem öffentlichen und dem beruflichen Leben ausgeschieden und immer mehr Verbote erlassen. Juden durften nicht gewisse Bäder besuchen, jüdische Kinder nicht mehr in die Schule gehen und Vereine wurden aufgelöst. Die schlechten Lebensbedingungen brachten viele Juden zur Entscheidung auszuwandern, bis 4. November 1938 war 417 Grazer Juden die Flucht nach Palästina gelungen.
Während der „Reichskristallnacht“ am 9. November 1938, wurde die Synagoge von SA-Männern in Brand gesteckt und demoliert, die Zeremonienhalle gesprengt, unzählige Grabsteine beschädigt und mehr als 300 Grazer Juden in das KZ Dachau verschleppt. Die noch anwesenden Juden wurden nach Wien deportiert und in Sammelwohnungen auf engstem Raum untergebracht. Noch 1940 erklärte sich Graz feierlich als „Judenrein“.
Gegen Kriegsende gehörte auch Graz zu den Städten, durch die die Kolonnen der Todesmärsche getrieben wurden, sie bestanden aus Juden aus Ungarn, die vor kurzem der NS-Verfolgung zum Opfer fielen und auf diesen Todesmärschen ums Leben kamen.

### Nach dem Zweiten Weltkrieg
Mit der Befreiung durch die Alliierten wurden 1945 die ersten Gottesdienst seit Jahren für die britischen Soldaten jüdischer Konfession und die jüdischen Displaced Persons durch britische Feldrabbiner gehalten. DP-Lager befanden sich etwa in Admont oder Sankt Marein im Mürztal. Viele der Flüchtlinge zogen weiter nach Israel oder in andere westwärts gelegene Länder, manche aber blieben. Zudem kamen wenige ehemalige Mitglieder wieder zurück, die dann das Fundament für die Neugründung der Gemeinde bildeten.
Zu den Rückkehrern nach Graz und der Steiermark zählten mit ihren Familien die Rechtsanwälte Ludwig Biro und Fritz Strassmann, Hugo Kaufmann, Oskar Pichler, Harry Brady, Walter Haas, Franz Benedek, Rudolf Heller, Harald Salzmann, Alfred Klein, Artur Fürst, Berthold Sonnenwald, Otto Rendi, Walter Sonnenschein, Karl Latzer oder Adolf Gottlieb. Schon 1946 konstituierte sich die Israelitische Kultusgemeinde, Vorsitzender wurde Isidor Preminger.
1969 wurde der vorerst provisorische Betraum umgebaut und ein permanenter Toraschrein hinzugefügt.
Als erster Grazer Bürgermeister, 32 Jahre nach dem Ende des Zweiten Weltkrieges, besuchte Alfred Stingl am 6. Juli 1987 die jüdische Gemeinde der Stadt.

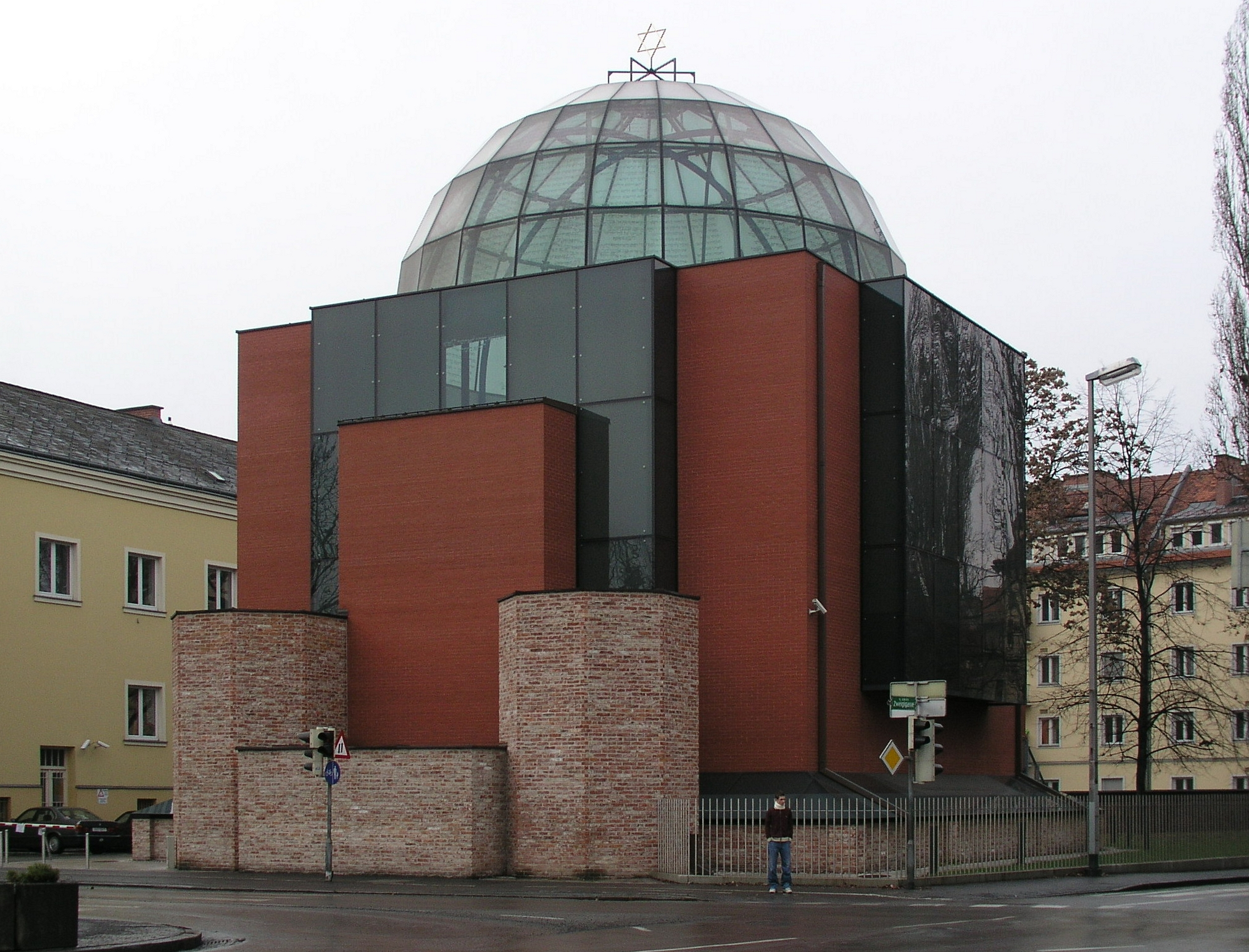
Der Neubau der großen Synagoge von Graz

Im Oktober 1998 stimmte das Stadtparlament für den Neubau einer Synagoge. Das Gotteshaus konnte am 9. November 2000, 62 Jahre nach der Zerstörung der ursprünglichen Synagoge, in Anwesenheit von Bundespräsident Thomas Klestil sowie um 1938/39 aus Graz vertriebener Juden, feierlich eingeweiht und der IKG Graz übergeben werden.
2013 wurde die Gemeinde als Tochtergemeinde in die IKG Wien eingegliedert und seit dem 1. Dezember 2016 hält Schlomo Hofmeister die Position des Landes- und Oberrabbiners des wiedererrichteten Landesrabbinats der Steiermark inne.

## Persönlichkeiten
Quelle:
- Gerschon Schoffmann (1880–1972), hebräischer Schriftsteller, er gelangte 1913 nach Wien, wo er die Kriegsjahre verbrachte. Nach seiner Hochzeit 1920 übersiedelte er mit seiner Frau nach Graz, wo sie bis zur Machtergreifung der Nationalsozialisten lebten. Am 11. Juli 1938 gelang ihm mit seiner Frau und dem Sohn die Flucht nach Palästina.
- Rabbiner Samuel Mühsam (1837–1907), studierte klassische Philologie in Breslau, erhielt 1864 seine Promotion an der Universität Leipzig und wurde danach Rabbiner in Postelberg, Znaim und Bisenz. Ab 1877 war er bis zu seinem Tod Rabbiner der Israelitischen Kultusgemeinde in Graz. Er war die treibende Kraft hinter der Beschaffung der notwendigen finanziellen Mittel für die Erbauung der alten Grazer Synagoge.
- Kurt Brühl (1929–2014), wurde Teilhaber des Unternehmens Brühl & Söhne und war von 1980 bis 2000 Präsident der Israelitischen Kultusgemeinde Graz. Zudem war er 1982 Honorarkonsul von Großbritannien für die Bundesländer Kärnten und Steiermark. Er war Träger des silbernen Ehrenzeichens für Verdienste um die Republik Österreich, des Ehrenzeichens der Landeshauptstadt Graz in Gold sowie des großen Goldenen Ehrenzeichens des Landes Steiermark und des Menschenrechtspreises der Stadt Graz. 1999 wurde er Ehrenbürger der Karl-Franzens-Universität Graz. Zudem gehörte er vier Jahrzehnte lang dem Vorstand der Israelitischen Kultusgemeinde Graz an. Er beteiligte sich aktiv am Wiederaufbau der Synagoge und wurde nach seinem Tod in Graz auf dem jüdischen Teil des Wiener Zentralfriedhofes beigesetzt.
- Otto Loewi (1873–1961), war 1909 Ordinarius am Pharmakologischen Institut der Universität Graz und erhielt 1936 Nobelpreis für Medizin gemeinsam mit Sir Henry Dale. 1938 wurde er inhaftiert und flüchtete später in die Vereinigten Staaten, wo er mit seiner Familie bis zu seinem Tod lebte.
- Rabbiner David Herzog (1869–1946), studierte semitische Philologie in Berlin, Leipzig, Paris und Wien und wurde 1908 als Rabbiner nach Graz berufen, wo er bis zum Jahre 1938 tätig war. Er wurde inhaftiert und misshandelt, bis ihm 1939 die Flucht nach England gelang.
- Alexander Zerkowitz (1860–1927), Stadtbaumeister in Graz. 1895 übersiedelte die Familie nach Graz, er spendete große Summen an die Gemeinde und wurde mit dem Bau der Zeremonienhalle des Friedhofes beauftragt. Er starb 1927 und erlebte nicht mit, wie seine Gattin in Theresienstadt starb und seine Kinder in Jasenovac und anderen Vernichtungslagern umkamen.
- Otto Preminger (1905–1986), floh mit seiner Familie während des Ersten Weltkrieges von der Bukowina nach Graz, um vor der Offensive der Russen zu entgehen. Über Graz gelangte Otto Preminger nach Wien, wo er 1928 das Studium der Rechtswissenschaften abschloss. Sein Bruder Isidor, der erste Gemeindevorsteher nach 1945, hingegen blieb weiterhin in Graz. Seine erfolgreichen Theaterinszenierungen machten ihn in Hollywood und New York bekannt und im Oktober 1935 ging er in die USA, um weitere Kinofilme zu drehen.
- Hermann Öhler (1847–1918), Unternehmer, er ließ in Graz im Jahre 1913 ein großes Warenhaus errichten. Seine drei Kinder wurden während der Schoah ermordet.
- Paul Preuß (1886–1913), Alpinist, in Altaussee als Sohn einer jüdischen Familie geboren, 1909 zum Protestantismus konvertiert